# Quo vadis? (miniserie televisiva)
Quo vadis? è una miniserie televisiva  diretta da Franco Rossi. È articolata in sei puntate, andate in onda nel 1985 su Rai Uno.

## Trama
Basata sul romanzo Quo vadis?  dello scrittore polacco Henryk Sienkiewicz, narra la storia di un ricco patrizio romano, Vinicio, innamorato dell'ancella Licia.

### Prima puntata
Nella prima puntata Vinicio chiede aiuto a suo padre, che gli consiglia di rapire la giovane. Ma l'uomo la ama immensamente e non si sognerebbe mai di compiere un simile gesto.
Spinto dal desiderio, decide di confidarle il suo folle amore, ma ella lo respinge e si allontana misteriosamente.

### Seconda puntata
Vinicio insegue Licia mentre si reca nelle catacombe a pregare insieme ai compagni della sua comunità. Essendo un soldato al servizio dell'imperatore Nerone, che disprezza i cristiani a tal punto da farli uccidere nel Colosseo, Vinicio si trova di fronte a una decisione che gli cambierà la vita: restare nascosto o arrestare tutti.

### Terza puntata
I cristiani escono dalla catacomba seguiti a loro insaputa da Vinicio. Dinanzi a loro si apre uno spettacolo crudele e sanguinoso: l'incendio di Roma.
Ovunque riecheggiano le grida disperate della gente, che corre terrorizzata da un angolo all'altro per sfuggire alla morte. A causa del panico, la comunità cristiana viene divisa e di Licia si perdono le tracce.

### Quarta puntata
Vinicio decide di abbandonare Roma, seguendo il capo della comunità cristiana, che si rivelerà essere San Pietro. L'uomo gli insegnerà i fondamenti della sua religione e lo convertirà con un rito sacro.
Quando Vinicio si allontana dal sentiero per cercare del cibo, viene arrestato dalle guardie romane. Tornato sul posto, al limite della strada, Vinicio nota che si ergono delle croci e riconosce crocifisso il suo compagno. In preda alla rabbia, si attribuisce le colpe e sradica le piante che trova sul suo cammino, spaventando le greggi e gli animali.

### Quinta puntata
Il protagonista torna in città alla ricerca di Licia, che è introvabile. Improvvisamente delle guardie lo arrestano scambiandolo per un pazzo senza tetto. Liberatosi dalla stretta degli uomini, Vinicio fugge verso un enorme casolare abbandonato, in cui si nasconde credendo di aver seminato le guardie, ma i richiami di queste ultime penetrano la sua testa: «Dove sei? Ti conviene farti trovare perché se scoviamo il tuo nascondiglio ti sgozziamo vivo, hai capito, barbone?».
Allora l'uomo afferra un pugnale e da dietro una colonna di marmo aspetta la guardia che lo sta cercando in quella stanza e compie un gesto che non aveva mai fatto, o almeno non lo aveva mai fatto direttamente: uccidere.
Entrata la seconda guardia nella stanza, nota con accortezza il cadavere del suo collega, mentre l'assassino è fuggito in un'altra sala senza essere visto, utilizzando un piccolo corridoio. Alla fine vengono eliminate tutte le guardie e il giovane esce dalla casa che lo ha macchiato di pesanti crimini, e ode le grida disperate di Licia provenire dal Colosseo.

### Sesta puntata
Licia viene salvata dalla carneficina dei cristiani da un gladiatore che sembra apparso dal nulla, il suo nome è Ursus.
Dietro gli spalti i due si baciano e Licia confessa all'uomo misterioso di essersi invaghita di lui, quando poi egli calerà la maschera e la donna riconosce nel suo salvatore l'uomo che tanto l'aveva desiderata scoppia a piangere, credendo che fosse un suo nemico e che se non avesse accettato la sua proposta sarebbe stata uccisa.
Invece Vinicio le inizia a recitare una preghiera cristiana e Licia capisce che si tratta di un romano convertitosi alla sua religione.
Lo scenario si sposta a vent'anni dopo, con i due che vivono con i loro bambini in una maestosa dimora.

## Differenze tra romanzo e serie TV
La maggior parte della serie TV è diversa dal romanzo originale. Ci sono molti cambiamenti in questa serie, come la morte di Atte, l'inizio della serie e l'uccisione di un nobile romano dal suo schiavo.